# Colpo grosso (film)
Colpo grosso (Ocean's 11) è un film del 1960 diretto da Lewis Milestone con Frank Sinatra, Dean Martin, Sammy Davis Jr. e altri personaggi di spicco dello spettacolo degli anni '60, conosciuti come il Rat Pack.
Nel 2001 è stato realizzato un remake, diretto da Steven Soderbergh e scritto dallo stesso soggettista George Clayton Johnson, uscito in Italia con il titolo Ocean's Eleven - Fate il vostro gioco (in una scena del quale appaiono per pochi istanti Angie Dickinson e Henry Silva).

## Trama
Danny Oceano raduna dieci amici, tutti veterani della seconda guerra mondiale come lui e appartenenti all'82nd Airborne Division, per organizzare un colpo geniale: svaligiare contemporaneamente cinque casinò di Las Vegas nella notte di Capodanno. Non tutto andrà come previsto.

## Colonna sonora
In questo film, Dean Martin canta uno dei suoi grandi successi, "Ain't That a Kick in the Head?".

## Curiosità
Il programma televisivo Colpo grosso, condotto da Umberto Smaila e Linda Lorenzi, trasse ispirazione proprio dal titolo italiano del film.